# Залиман (Ізюмський район)
Залима́н — село в Україні, у Балаклійському районі Харківської області. Населення становить близько 400 осіб. До 2020 орган місцевого самоврядування — Залиманська сільська рада.

## Географія
Село Залиман знаходиться на правому березі річки Сіверський Донець. На протилежному березі лежить селище Савинці.
Село розташоване за 100 км від обласного центру (по автодорогах) та 19 км від районного центру, на правому березі річки Сіверський Донець. 

## Назва
Назва села характеризує його розташування за лиманами та луками річки Сіверський Дінець. 

## Археологія
- Поселення салтівської культури. VIII-Х ст. Р.Х., західна околиця села, в урочищі «Пшеничківка». Площа 250х1000 м;
- Могильник ґрунтовий салтівської культури. VIII-Х ст. н.е, західна околиця села, в урочищі «Пшеничківка»;
- 8 могил висотою 0,3-2,3 м, розташовані на південний захід від села.[1]

## Історія
В 1663 році значна група переселенців із-за Дніпра на чолі з Яковом Степановичем Чернігівцем з дозволу царського уряду оселилася на Дінці, біля гирла річки Балаклійка, заснувавши нове місто — Балаклію. В 1671 році були засновані на Слобожанщині Савинці. Засновані вони були з дозволу уряду на високому правому березі.
Приблизно в цей час було засновано козацький хутір — Залимани, який розміщувався за Дінцем. На цій місцевості, до її заселення, знаходився татарський перелаз через Дінець, причому Свинська сакма служила одним із торговельних шляхів татар в Росію. Але не тільки торгували місцеві жителі з татарами, а й героїчно боролися проти їх нападів. Зокрема в історичних документах, які дійшли до нашого часу говориться, що в 1673 році татари погрожували опустошити Савинці. Стояли вони в Чепілі: «Татарове стоятъ на чепели, тысячъ съ восемь, и Уманский полк весь с ними (эти при Дорошенку), чтобы взять Савинскую да Спеваковскую слободы, что бы опустошить». 7 червня 1680 року наказний полковник Гаврило Могилка писав воєводі Борису Шереметьеву, що «Орда большая пришла къ Донцу межъ Изюмомъ и Савинскомъ». Значить, вся територія козацького хутора Залимани була зайнята татарами.
Героїчну боротьбу вів проти татар Гаврило Могилка, звільняючи територію в 1688 році. Але татари поверталися знову і знову. Дуже потерпіли від татар Залиман, Савинці, Куньє, Левківка в 1736 році. Ці слободи входили до Ізюмського повіту.
У 1783 році українські козацькі полки були реорганізовані в регулярні полки на зразок російської армії. Козаки залишилися окремим станом, близьким до державних селян. Мешканці села Залиман були державними. Населений пункт займав приблизно 800 десятин. В книзі «Список населеных мест по сведениям 1864 года» зазначається, що "Залимани ---хутір козацький над річкою Сіверський Донець. Відстань від повітового міста Ізюма - 31верств. Число дворових-140. Жіноча стать - 560. Чоловіча стать -550. Церква православна."
У 1917 році відбулася Жовтнева революція і комуністи запровадили свою владу в Україні. У 1926 році було організовано перше товариство спільного обробітку землі на общинних земля (ТСОЗ). Через два роки, в 1928 році була створена комуна «ВАРТОВА». А ще через два роки, у 1930 році комуна поділилась на шість колгоспів «Червоний Залиман», «Задінецький», «Широчанський», «Заповіт Леніна», «Зелений Луг». В цьому ж році селяни під керівництвом Пшеничної Надії Крисанівни забрали своє майно з колгоспів, після чого залишилось 20 % господарства. Партійна і комсомольська організації очолили боротьбу з вільними селянами, висиливши їх з села і повернули все населення в колгосп. Таким чином на кінець 1930 року колективізація в селі повністю була завершена.
Село постраждало внаслідок геноциду українського народу, проведеного урядом СССР в 1932—1933 роках, кількість встановлених жертв у Залимані та Норцівці — 134 людей.
22 червня 1941 року почалася радянсько-німецька війна. Більшість чоловіків села Залиман пішли на фронт. При підході нацистів 10 % населення села було евакуйовано на схід країни. А жінки, старі і діти брали активну участь в укріпленні оборони. В жовтні 1941 року велися бої в населеному пункті, і село було окуповане по лютий 1942 року. Воно було спалене.
12 червня 2020 року, відповідно до Розпорядження Кабінету Міністрів України  № 725-р «Про визначення адміністративних центрів та затвердження територій територіальних громад Харківської області», увійшло до складу Савинської селищної територіальної громади.
19 липня 2020 року, в результаті адміністративно-територіальної реформи та ліквідації Балаклійського району, село увійшло до складу новоутвореного Ізюмського району.

## Пам'ятки природи
Ентомологічний заказник місцевого значення «Бойневе». Площа 17,3 га. Розміщений біля села Залиман. Живуть близько 30 видів корисних комах, з яких понад 10 видів — дикі бджоли — запилювачі люцерни.

## Населення

### Мова
Розподіл населення за рідною мовою за даними перепису 2001 року:
| Мова       | Кількість | Відсоток |
| ---------- | --------- | -------- |
| українська | 825       | 93.86%   |
| російська  | 53        | 6.03%    |
| білоруська | 1         | 0.11%    |
| Усього     | 879       | 100%     |